# 林茂平
林 茂平（はやし しげひら/もへい、1839年（天保10年6月） - 1875年（明治8年）7月5日）は、幕末の土佐藩士、明治期の内務官僚。権令。旧姓・小笠原氏で本姓は奥平氏。字は「亀吉」。

## 来歴

### 生い立ち
土佐藩士・小笠原茂常（大四郎）の五男として生まれ、無双直伝英信流居合宗家の家柄である林政護（益之丞）の妹と婚して林家の養子となる。(茂平の妻は板垣退助の初妻で、退助と離縁後、実家の林家に戻りのち茂平と婚した)

### 土佐藩兵の行動と堺事件
箕浦元章（猪之吉）率いる土佐藩六番隊は、鳥羽・伏見の戦い直後の慶応4年1月9日八ツ時（グレゴリオ暦1868年2月2日午後2時）に京を出立、淀城に向かった。皇軍総裁仁和寺宮彰仁親王警護の土佐藩兵先鋒と交代するためであったが、同日夜に淀城に到着した時は、仁和寺宮と警護兵は既に城を立ち大坂に向かった後だった。軍監・林茂平（亀吉）の判断で六番隊は翌10日（同2月3日）夜明けに淀城を立ち、淀川を下って、同日夜大坂で仁和寺宮隊と合流した。この時点で仁和寺宮の警護は薩摩藩兵に代わっており、六番隊は当初の目的を解消していた。
1月11日（同2月4日）、六番隊の新たな任務が堺町内の警固に決まった。当時の堺は大坂町奉行の支配下にあったが、1月7日の大阪開城で大坂町奉行は事実上崩壊し、旧堺奉行所に駐在していた同心たちも逃亡してしまっていた。六番隊は即日出発し、その日のうちに堺に入った。
1月16日（同2月9日）、箕浦の下に神戸事件の情報が入った。事件は箕浦を怒らせるに十分であった。箕浦はもともと儒学者で、その日のうちに箕浦は在京阪の土佐藩兵力を検討している。
神戸事件以外に箕浦を苛立たせていた出来事があった。1月17日（同2月10日）、大坂にいた林は「中国四国征討総督四条隆謌の姫路進発のため、堺の土佐藩兵の一部を大坂へ帰還させよ」と命令したが、これでは任務を遂行できないとみた箕浦は、林に増援を求める書状を送り、さらに自ら大坂の軍監府に赴いた。林は箕浦の要望を受け、京から西村佐平次率いる八番隊を差し向けた。八番隊が到着したのは2月8日（同3月1日）である。

### 明治維新以降
明治4年6月（1871年7月下旬 - 8月上旬）、丸亀県大参事に就任。同年10月（同11月下旬 - 12月上旬）、第一次香川県が設置され、同年11月15日（同12月26日）、同県参事となる。明治5年10月17日（1872年11月17日）、豊岡県権令に転任。同年11月28日（同12月28日）、再び香川県に権令として赴任した。
明治6年（1873年）2月20日、香川県が名東県に吸収合併となり、同県権令に就任。元徳島県大参事・井上高格らが自助社を結成して自由民権運動を推進したが、徴兵反対の西讃竹槍騒動が起こるなど困難な県政運営を強いられ、同年10月13日、権令を罷免。その後、内務省に六等出仕として奉職した。

## 先祖
先祖・奥平貞政（左門、三郎兵衛）は、三河国出身で奥平氏嫡流の奥平定能（定能の逝去後は奥平信昌）に仕え、さらに慶長7年（1602年）本家を離れて松平定勝に仕えた。土佐藩の藩譜によれば、貞政は「松平」姓の使用を許され「若狭守」を名乗ったという。貞政の次男・奥平義政（図書）は、慶長10年(1605年)、山内忠義の正室・阿姫が入輿の時、松平定勝（隠岐守）に召抱えられ、奥家老を仰付られ入輿に御供して土佐に来住。客将として一旦、土佐藩に附属され400石の知行を賜った。この時、姓を「奥平氏」より「小笠原氏」に改める。のち阿姫（皓月様）の逝去の時、松平定勝の旗下に戻ると功労により徳川幕府より知行1000石、松平定勝より知行400石を賜った。寛永6年4月6日(1629年5月28日)病死。その後、義政の嫡子・権左衛門が松平隠岐守の家中で家督を相続、次男・重政は土佐藩に召抱えられた。三男・五郎兵衛は長兄と同じく松平隠岐守に召し抱えられ、四男・重次は土佐藩に召抱えられる。土佐藩に召し抱えられた重政は「小笠原氏」を称し、重次は「牧野氏」を称した。林茂平は養子となって林家を継承したが、血統上は重政の子孫で、戊辰戦争で討死した小笠原唯八（牧野茂敬）や小笠原茂連は親族にあたる。

## 補註
1. 1 2 3 4 5 6  『徳島県人名事典 別冊』258頁。
2. 1 2 3  『明治過去帳』58頁。
3. 1 2 3 4 5 6 7  『御侍中先祖書系圖牒』旧山内侯爵家蔵
4. 1 2 3  『土佐史談復刻叢書(3)泉州堺土藩士列挙実紀（妙国寺の切腹）』土佐史談会、1979年、19頁
5. ↑  大岡 『堺港攘夷始末』、74-75頁。
6. 1 2 3  『日本官僚制総合事典：1868 - 2000』98頁。